# Holger Christiansen
Holger Christiansen (* 7. März 1957 in Hemmingstedt, Dithmarschen) ist ein deutscher Pädiater, Onkologe, Hämatologe, Krebsforscher und Hochschullehrer.

## Leben
Holger Christiansen absolvierte 1976 sein Abitur an der Gelehrtenschule in Meldorf. Er studierte Humanmedizin an der Justus-Liebig-Universität Gießen. Es folgte die Ausbildung zum Facharzt für Kinder- und Jugendmedizin an der Universitätskinderklinik in Gießen, anschließend die Weiterbildung in dem Schwerpunkt Kinder-Hämatologie und -Onkologie in der selbständigen Abteilung für Pädiatrische Onkologie und Hämatologie an der Universitätskinderklinik in Gießen unter Leitung von Fritz Lampert.
Von 1987 bis 1989 war er Stipendiat der Deutschen Forschungsgemeinschaft (DFG) im Sonderforschungsbereich 215 mit dem Projekt: Cytogenetik und Molekularbiologie des Neuroblastoms. 1988 wurde er mit einer Inauguraldissertation über Chromosomenaberrationen und Onkogen-Amplifikation in Neuroblastomzellen promoviert. Er wurde 1995 habilitiert mit Arbeiten über tumorzellgenetische Eigenschaften und ihre klinische Bedeutung beim Neuroblastom und erhielt 1996 die Venia legendi im Fach Kinderheilkunde an der Justus-Liebig-Universität Gießen.
1996 wechselte er an die Universitätskinderklinik in Marburg und leitete als Oberarzt den Bereich Pädiatrische Onkologie und Hämatologie. 2003 wurde er zum außerplanmäßigen Professor an der Philipps-Universität Marburg ernannt. Er erhielt 2009 den Ruf auf die Professur für Kinder- und Jugendmedizin mit den Schwerpunkten Onkologie, Hämatologie und Hämostaseologie an die Universität Leipzig, verbunden mit der Leitung der selbständigen Abteilung für Pädiatrische Onkologie, Hämatologie und Hämostaseologie im Department für Frauen- und Kindermedizin am Universitätsklinikum in Leipzig.

## Auszeichnungen
- 1989 verlieh ihm die Justus-Liebig-Universität Gießen den Preis für die beste Dissertation des akademischen Jahres 1988/89 im Fachbereich Humanmedizin.
- 1993 erhielt er den Förderpreis 1993 der Gesellschaft für Pädiatrische Onkologie und Hämatologie (GPOH)[1].
- 1995 wurde seine Forschung zum Neuroblastom mit dem Wissenschaftspreis 1994 der Kind-Philipp-Stiftung[2] gewürdigt.

## Publikationen (Auszug)
- H. Christiansen, F. Lampert: Tumour karyotype discriminates between good and bad prognostic outcome in neuroblastoma. In: Br J Cancer, 57, 1988, S. 121–126, PMID 3348945.
- H. Christiansen, N. M. Christiansen, F. Wagner, M. Altmannsberger, F. Lampert: Neuroblastoma: inverse relationship between expression of N-myc and NGF-r. In: Oncogene, 5, 1990, S. 437–440, PMID 2156211.
- H. Christiansen, J. Schestag, N. M. Christiansen, K. H. Grzeschik, F. Lampert: Clinical impact of chromosome 1 aberrations in neuroblastoma: a metaphase and interphase cytogenetic study. In: Genes, Chromosomes & Cancer, 5, 1992, S. 141–149, PMID 1381950.
- H. J. Terpe, H. Christiansen, F. Berthold et al.: Absence of CD44-standard in human neuroblastoma correlates with histological dedifferentiation, N-myc amplification and reduced survival probability. In: Cell Death Differ, 1, 1994, S. 123–128, PMID 17180025.
- C. Brinkschmidt, H. Christiansen, H. J. Terpe et al.: Comparative genomic hybridization (CGH) analysis of neuroblastomas - an important methodological approach in paediatric tumour pathology. In: J Pathol, 181, 1997, S. 394–400, PMID 9196436.
- N. Bown, S. Cotterill, M. Lastowska et al.: Gain of chromosome arm 17q and adverse outcome in patients with neuroblastoma. In: N Engl J Med, 340, 1999, S. 1954–1961, PMID 10379019.
- E. Bergmann, M. Wanzel, A. Weber, I. Shin, H. Christiansen, M. Eilers: Expression of P27(KIP1) is prognostic and independent of MYCN amplification in human neuroblastoma. In: Int J Cancer, 95, 2001, S. 176–183, PMID 11307151.
- B. Berwanger, O. Hartmann, E. Bergmann et al.: Loss of a FYN-regulated differentiation and growth arrest pathway in advanced stage neuroblastoma. In: Cancer Cell, 2, 2002, S. 377–386, PMID 12450793.
- A. Weber, P. Imisch, E. Bergmann, H. Christiansen: Coamplification of DDX1 correlates with an improved survival probability in children with MYCN-amplified human neuroblastoma. In: J Clin Oncol, 22, 2004, S. 2681–2690, PMID 15226335.
- A. Weber, J. Marquardt, D. Elzi et al.: Zbtb4 represses transcription of P21CIP1 and controls the cellular response to p53 activation. In: EMBO J, 27, 2008, S. 1563–1574, PMID 18451802.
- T. Otto, S. Horn, M. Brockmann et al.: Stabilization of N-Myc is a critical function of Aurora A in human neuroblastoma. In: Cancer Cell, 6, 2009, S. 67–78, PMID 19111882.
- A. Weber, S. Taube, S. Starke, E. Bergmann, N. M. Christiansen, H. Christiansen: Detection of human tumor cells by amplicon fusion site polymerase chain reaction (AFS-PCR). In: J Clin Invest, 121, 2011, S. 545–553, PMID 21293059.
- E. Berger, R. Soldati, N. Huebener et al.: Salmonella SL7207 application is the most effective DNA vaccine delivery method for successful tumor eradication in a murine model for neuroblastoma. In: Cancer Lett, 331, 2013, S. 167–173, PMID 23337288.